# 森薗誠
森薗 誠（もりぞの まこと ）は、日本の卓球指導者。戦型は左ペン・ドライブ。現役時は近畿大学卓球部、シチズン時計卓球部でプレー。段級位は4段。
プロ卓球選手の森薗美咲、森薗政崇姉弟の父親である。
双子の弟であり、プロ卓球選手の森薗美月は兄 稔の娘である。

## 現役時の個人成績
- 1986年
  - 昭和61年度 関西学生選手権大会 優勝
  - 第56回 全日本大学対抗 準優勝
- 1989年
  - 第38回 全日本実業団選手権 優勝

## 指導者としての経歴
- 2001年～2004年
  - ひばりヶ丘ジュニア監督
- 2005年～2009年
  - 美鷹クラブジュニア監督
- 2008年
  - 第26回全国ホープス卓球大会 優勝
- 2009年
  - 第27回全国ホープス卓球大会 優勝

## 主な指導選手
- 美鷹クラブジュニア在籍時
  - 森薗美咲
  - 森薗政崇
  - 加藤美優

## エピソード
コブクロの「君という名の翼」という曲のプロモーションビデオに当時11歳だった息子の政崇と出演している。政崇との卓球練習のシーン撮影であったが、次第に日頃の練習の時のように政崇への指導が熱くなってしまい、撮影スタッフを困惑させてしまった。